# Asbury, Iowa
Asbury är en stad (city) i Dubuque County i Iowa. Vid 2010 års folkräkning hade Asbury 4 170 invånare.